# Sandringham-Zeit
Die Sandringham-Zeit (Sandringham time, abgekürzt ST) war eine eigenwillige Veränderung, die König Edward VII. für das königliche Gut Sandringham House einführte. Diese Zeit entspricht UTC+0:30 und wurde zwischen 1901 und 1936 verwendet. Der König ordnete an, dass alle Uhren auf dem Anwesen um eine halbe Stunde im Verhältnis zur Greenwich Mean Time vorgestellt wurden. In späteren Jahren wurde die Praxis auch auf anderen königlichen Anwesen wie Windsor Castle und Balmoral Castle beobachtet.
Ein Gerücht besagt, diese Zeit sei geschaffen worden, um der Ehefrau des Königs, Alexandra von Dänemark, einen Gefallen zu tun, weil sie bei öffentlichen Terminen häufig zu spät kam. Zutreffend ist jedoch vielmehr, dass der König im Winter mehr Tageslicht für die Jagd haben wollte. Der Brauch wurde auch nach dem Tod Edwards VII. fortgesetzt. Erst der (ungekrönte) König Edward VIII. schaffte die Tradition während seiner kurzen Amtszeit ab. Weder König George VI. noch Königin Elizabeth II. entschieden sich für eine Wiedereinführung dieser Tradition.
Eine Zeitmessung mit UTC+0:30 wurde auch in der Schweiz zwischen 1853 und 1894 genutzt (Berner Zeit).